# 仁済大学校
仁済大学校（インジェだいがっこう、英称: Inje University）は、慶尚南道金海市漁防洞607に本部を置く大韓民国の私立大学である。1979年に設置された。

## 歴史
仁済大学校は1979年、仁済学園が釜山市釜山鎮区開琴洞に設立した仁済医科大学が始まり。さらにその母体は1946年に白麟済が設置した財団法人白病院に遡ることができる。 仁済医科大学初代学長には金鐘暉が就任する。1983年、仁済大学に校名を変更、金海キャンパスに移転する。1988年、総合大学に昇格し、仁済大学校となる。初代学長には白楽晥が就任する。

## 組織

### 学部
- 医科大学
  - 医芸・医学科
- 医生命工学大学
  - 医用工学科　臨床病理学科　物理治療学科　作業治療学科　保健安全工学科　生命科学部　食品生命科学部
- 人文社会科学大学
  - 法学科　韓国学部　歴史考古学科　人文学部　英語英文学科　日本語日本文学科　中国学部　言論政治学部　国際経商学部　経営学部　保険行政学科　行政学科　経営通信学科(夜間)　社会福祉学科　生活相談福祉学部　特殊教育科　幼児教育科
- 自然科学大学
  - データ情報学科　社会体育学科　医生命化学科　環境工学部
- ソフトウェア大学
  - コンピュータ工学部　コンピュータシミュレーション学部
- 工科大学
  - 機械自動車工学部　電子知能ロボット工学科　情報通信工学科　コンピュータ工学部　ナノ工学部　土木工学科　建築学科　システム経営工学科　製薬工学科
- デザイン大学
  - デザイン学部
- 基礎大学
  - 基礎教育　教養教育
- 音楽学科
  - 音楽学科

### 大学院
- 一般大学院
  - 人文社会系列
    - 経営学科　国際通商学科　国語国文学科　英語英文学科　法学科　保険行政学科　行政学科　政治外交学科　新聞放送学科　家族消費者学科　教育学科　中国学科

  - 自然系列
    - コンピュータ応用化学科　化学科　生命科学科　環境工学科　物理治療学科　食医薬生命工学科　電算学科　医用工学科　作業治療学科　保健安全工学科　データ情報学科　Uデザイン学科　保健学科

  - 工学系列
    - 機械工学科　電子情報通信工学科　土木工学科　建築学科　ナノシステム工学科　システム経営学科

  - 医学系列
    - 医学科　看護学科

  - 芸体能系列
    - 音楽学科
- 保健大学院
  - 保健管理学科　病院経営学科　環境産業保健学科　物理治療学科
- 経営大学院
  - 経営学科　行政学科　最高経営者課程　外食産業最高経営者課程
- 教育大学院
  - 各種教育科
- 社会福祉大学院
  - 社会福祉実践専攻　社会福祉政策専攻